# Charles Boyle, 3:e viscount Dungarvan
Charles Boyle, 3:e viscount Dungarvan, född (döpt den 12 december) 1639, död den 12 oktober 1694, var en brittisk peer och politiker.
Boyle var son till Richard Boyle, 2:e earl av Cork och hans hustru, Elizabeth, suo jure 2:a baronessa Clifford och tilltalades med artighetstiteln viscount Dungarvan från födelsen. År 1663 blev han genom en writ of acceleration kallad till det irländska överhuset i den engenskapen. Året därpå blev han fellow of the Royal Society.
Från 1670 till 1679 var Dungarvan parlamentsledamot för Tamworth i engelska underhuset, sedan för Yorkshire. År 1689 kallades han till överhuset som baron Clifford av Lanesborough, en titel som hans far förlänats 1644.
Vid moderns död 1691 blev han baron Clifford. När han själv dog, före fadern, gick titlarna vidare till hans äldste son, Charles, född i hans äktenskap med lady Jane Seymour (1637-1679), tredje dotter till William Seymour, 2:e hertig av Somerset.